# Станислава Лешчинска
Станислава Лешчѝнска, с родово име Замбжѝцка (на полски: Stanisława Leszczyńska) е полска акушерка, по време на Втората световна война е затворничка в концентрационния лагер Аушвиц-Биркенау, божи слуга на католическата църква.

## Биография
Станислава Замбжицка е родена на 8 май 1896 година в Лодз, Руска империя, в семейството на Хенрика и Ян Замбжицки. През 1908 година семейството и емигрира в Бразилия. Там две години учи немски и португалски език в средно училище в Рио де Жанейро. В 1910 година семейството се връща в Полша.
В годините 1914 – 1916 Станислава работи в комитет за подпомагане на бедни. От 1920 година се обучава в двугодишен курс за акушери в Държавното училище за акушерство във Варшава, след което започва работа по специалността.
През 1939 година Германия напада Полша, с което е сложено началото на Втората световна война. През 1943 година Станислава е арестувана от Гестапо, заради помощ която указва на преследвани от немската тайна полиция. Изпратена е в концентрационния лагер „Аушвиц-Биркенау“. Там работи по професията си и помага при раждането на повече от три хиляди деца. През 1945 година е освободена от лагера и се установява в Лодз, където работи до пенсионирането си. За преживяното в лагера разказва в книгата „Рапорт на акушерката от Освиенцим“ (на полски: Raport położnej z Oświęcimia).
Станислава Лешчинска умира на 11 март 1974 година в Лодз.